# Ramón Morales
Pour les articles homonymes, voir Morales.
 Ramón Morales Higuera, connu sous le nom de  Ramón Morales, né le 10 octobre 1975 à La Piedad (Mexique), est un footballeur mexicain. Il joue au poste de milieu de terrain avec l'équipe du Mexique et le club de l'Estudiantes Tecos (1,69 m pour 59 kg).

## Carrière

### En club
- 1995-1998 : CF Monterrey -  Mexique
- 1999-2010 : Chivas de Guadalajara -  Mexique
- 2010- : Estudiantes Tecos -  Mexique

### En équipe nationale
Il a fait ses débuts internationaux en juillet 2001 contre l'équipe du Brésil.
Morales participe à la coupe du monde 2006 avec l'équipe du Mexique, après avoir disputé celle de 2002.

## Palmarès
- 41 sélections (a juin 2006) avec l'équipe du Mexique (5 buts)
- Participation aux coupes du monde 2002 et 2006